# Programma di arti marziali del Corpo dei marine
Il Programma di arti marziali del Corpo dei marine (in inglese MCMAP, Marine Corps Martial Arts Program) è un sistema di combattimento sviluppato dal Corpo dei marine degli Stati Uniti per combinare tecniche di combattimento corpo a corpo nuove e già esistenti con il sistema etico di questa branca delle forze armate statunitensi.
Lanciato nel 2001 allo scopo di "rivoluzionare e sostituire le precedenti tecniche di combattimento nella formazione delle forze armate statunitensi", il programma addestra Marines e personale della Marina nel combattimento a mani nude, con armi da taglio, armi non convenzionali, fucile e baionetta. Si concentra anche sullo sviluppo mentale e personale, dedicando grande attenzione allo sviluppo di caratteristiche quali la leadership e il lavoro di gruppo.

## Sistema di gradazione

Cinture MCMAP

Al contrario di molte altre arti marziali di origine militare, l'MCMAP prevede un preciso sistema di cinture finalizzate ad indicare il grado di conoscenza del praticante; in ordine crescente esse sono di colore marrone chiaro, grigio, verde, marrone e nero. A partire dalla cintura verde è possibile applicare anche una striscia (rosa da verde a marrone, rossa per le cinture nere) per indicare un istruttore qualificato. Le cinture nere vanno dal primo al sesto dan. 

## Addestramento e tecniche
Come già sottolineato, l'MCMAP è finalizzato non solo a fornire agli appartenenti alle forze armate una adeguata preparazione militare ma anche a favorirne la crescita come individui: per questo i praticanti vengono sottoposti ad allenamenti fisici e mentali specializzati, come ad esempio il combattimento con sottoposizione di spray urticanti al volto.
Le principali arti marziali utilizzate come base per la creazione di questo sistema possono essere individuate nelle seguenti: Jiu jitsu brasiliano, lotta libera, pugilato, Savate, Jiu-jitsu, Judo, Sambo, Krav Maga, Karate stile Isshin-Ryu, Aikidō, Muay Thai, Eskrima, Hapkido, Taekwondo, Kung Fu e Kickboxing.
I praticanti vengono inoltre istruiti in modo da applicare ad ogni singola fattispecie il giusto livello di pericolosità circa la tecnica utilizzata, indicando l'uso di quelle letali come extrema ratio.